# Onde gravitationnelle primordiale
Une onde gravitationnelle primordiale est une onde gravitationnelle observée dans le fond diffus cosmologique et présente aux tout premiers instants du Big Bang (10-30 seconde), c'est-à-dire dans l'Univers primordial.

## Théorie
L'existence de telles ondes serait considérée comme une preuve indirecte de la théorie de l'inflation cosmique.

## Observations
En mars 2014, la revue Nature publie un article affirmant que BICEP2 a réalisé les premières observations de traces d'ondes gravitationnelles primordiales dans le signal observé du fond diffus cosmologique électromagnétique émis quelque 380 000 années après le Big Bang, ce qui conforte l'hypothèse selon laquelle l'Univers aurait connu une période inflationniste. C'est dans une carte de la polarisation de ce signal que ces traces d'ondes gravitationnelles primordiales ont été mises en évidence.
Les résultats publiés dans Nature ont cependant été remis en question par d'autres chercheurs,. De nouveaux résultats, cette fois obtenus avec le satellite Planck, ont été publiés à l'automne 2014.
En janvier 2015, il est déterminé que le signal observé n'était pas dû à des ondes gravitationnelles primordiales, mais plutôt à la polarisation par la poussière interstellaire présente à l'intérieur de la Voie lactée.